# Liste des îles de Porto Rico
L’Etat libre associé de Porto Rico compte plus de 143 îles, cayes, îlots et atolls. Seules l'île principale de Porto Rico (8 710 km2) et les îles de Vieques (130 km2) et de Culebra (26 km2) sont habitées. L'île de Mona (57 km2) compte du personnel du Puerto Rico Department of Natural and Environmental Resources (en) en poste toute l'année, mais aucun citoyen ne l'habite (à l'exception des visiteurs qui passent la nuit au camping). L'île Caja de Muertos (1,5 km2) est également une réserve naturelle du DNER, tandis que l'île de Desecheo (1,58 km2) est un refuge national pour la faune sauvage administré par le US Fish and Wildlife Service.
Les 140 autres îles, cayes, îlots et atolls ne sont pas habités. Trois des îles sont entre des mains privées : l’île de Palomino, louée à long terme à l’hôtel El Conquistador, et l’île de Ramos et l’île de Lobos.
- Porto Rico
- Desecheo (National Wildlife Refuge)
- Mona
- Monito
- Cardona
- Isla de Cabras (Site historique national de San Juan)
- Isla del Frío
- Isla de Jueyes
- Caja de Muertos
- Ratones

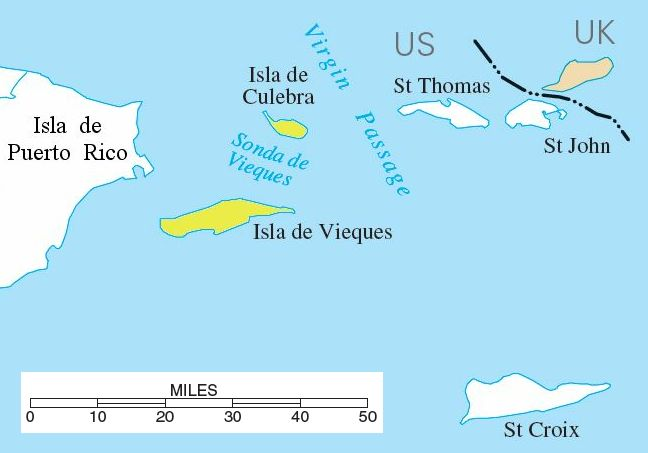
Îles Vierges espagnoles

- Et les « Îles Vierges espagnoles » :
  - Cayo Lobo
  - Cayo Luis Peña
  - Cayo Norte
  - Culebra (Refuge faunique national de Culebra)
  - Culebrita
  - Vieques